# Tramlijn Helmond - Asten
De Tramlijn Helmond - Asten is een voormalige tramlijn van het Stationsplein te Helmond via Ommel naar Asten. De tramlijn sloot in Helmond aan de trein en op de tramlijn naar 's-Hertogenbosch en naar Geldrop. Het tracé liep op verzoek van de betrokken gemeenten en vanwege de exploitatie zoveel mogelijk over het buitengebied Ommel, Beek, Oostappen, Beersdonk, Peeleik en het Rooseind. Er was naast een stationsgebouw in Asten ook een haltegebouw te Ommel en aan de Peeleik.

## Geschiedenis
De lijn werd op 23 mei 1906 geopend door de Tramweg-Maatschappij Eindhoven-Geldrop (TEG) als uitbreiding en verlenging van de tramlijn Geldrop - Helmond. De TEG was in handen van tramwegmaatschappij De MeierijUiteindelijk kwam de lijn in handen van BBA. Daarna werd hij, net als veel andere tramlijnen, vervangen door een busdienst. De lijn werd op 15 mei 1935 gesloten. Daarna is de lijn opgebroken.
Eindhoven - Heeze · Geldrop - Helmond · Helmond - Asten